# رشاد واشنطن
رشاد واشنطن (بالإنجليزية: Rashad Washington)‏ هو لاعب كرة قدم أمريكية أمريكي، ولد في 15 مارس 1980 في ويتشيتا في الولايات المتحدة.

## وصلات خارجية
- رشاد واشنطن على موقع مرجع كرة القدم المحترفة.كوم (الإنجليزية)